# Jean-Baptiste Louvet de Couvrai
Jean-Baptiste Louvet de Couvray (fr; 12 de junho de 1760 – 25 de agosto de 1797) foi um romancista, dramaturgo e jornalista francês.

## Vida

### Início da vida e obras literárias
Louvet nasceu em Paris como filho de um papeleiro e tornou-se assistente de livreiro. Ele primeiro chamou a atenção com a primeira parte de seu romance Les Amours du chevalier de Faublas (Paris, 1787; tradução inglesa ilustrada por gravuras de Louis Monzies em 1898), seguido em 1788 por Six semaines de la vie du chevalier de Faublas e em 1790 por La Fin des amours du chevalier de Faublas. A heroína, Lodoiska, foi baseada na esposa de um joalheiro do Palais Royal, com quem Louvet teve um caso. Ela se divorciou do marido em 1792 e casou-se com Louvet em 1793. Seu segundo romance, Émilie de Varmont (1791), pretendia provar a utilidade e necessidade do divórcio e do casamento de padres, questões levantadas pela Revolução Francesa; todas as suas obras tendiam a defender ideais revolucionários.
Ele tentou fazer com que uma de suas peças inéditas, L'Anoblié conspirateur, fosse apresentada na Comédie-Française, e registra que um de seus diretores, d'Orfeuil, ouviu a leitura dos três primeiros atos impacientemente, exclamando por fim: "Eu precisaria de canhões para colocar essa peça no palco". Uma espécie de farsa às custas do exército dos emigrados Realistas, La Grande Revue des armes noire et blanche, teve, no entanto, melhor sucesso: ficou em cartaz por vinte e cinco noites.

### Ativismo inicial
Louvet foi primeiramente trazido à notoriedade como político por seu Paris justifié, em resposta a um panfleto verdadeiramente incendiário no qual Jean Joseph Mounier, após a remoção do Rei Luís XVI do Palácio de Versalhes para Paris em outubro de 1789, havia atacado a capital (que ainda estava relativamente pacífica), e argumentado que a corte deveria ser estabelecida em outro lugar. Isso levou à eleição de Louvet para o Clube Jacobino, para o qual, como ele escreveu amargamente em suas Memórias, as qualificações eram então um genuíno civismo e algum talento.
Um autodenominado filósofo e revolucionário radical, Louvet posteriormente fez campanha contra o despotismo e a reação, que ele identificava com a monarquia constitucional moderada defendida pelo Marquês de la Fayette, o Abade Maury, e outros discípulos de Nicolau Maquiavel.

### Deputado e girondino
Em 25 de dezembro de 1791 ele apresentou na tribuna da Assembleia Legislativa sua Petition contre les princes, que teria grande influência durante o Primeiro Império Francês. Eleito deputado à Assembleia pelo departamento de Loiret, fez seu primeiro discurso em janeiro de 1792.
Ele se vinculou aos girondinos, cujo vago deísmo, humanitarianismo sentimental e ardente republicanismo ele compartilhava plenamente, e de março a novembro de 1792 publicou, às custas de Jean Marie Roland, um jornal-afiche quinzenal, cujo título, La Sentinelle, proclamava sua missão de abrir toda a Europa ao Iluminismo numa época em que, após a declaração de guerra dos Habsburgo à França e o início das Guerras Revolucionárias Francesas, um cisma entre o rei e seus súditos havia se tornado óbvio.
Em 10 de agosto (a queda efetiva da Monarquia), Louvet tornou-se editor do Journal des Débats e, tanto como jornalista quanto deputado na Convenção Nacional, destacou-se por seus ataques a Maximilien Robespierre, Jean-Paul Marat e outros montanheses, dos quais ele mais tarde afirmou que teria conseguido levar à justiça após os Massacres de Setembro se não fosse pelo fraco apoio que recebeu dos líderes girondinos. Em 29 de outubro ele acusou Robespierre de criar um culto de personalidade, governar o "Conseil General" de Paris e pagar os "Septembriseurs". R. Scurr considerou que Robespierre foi pego de surpresa pelas acusações enquanto o autor do artigo da Brittanica sobre Louvet considerou as palavras de Louvet junto com suas afirmações de que Robespierre era um "realista", Marat "o principal agente da Inglaterra", os montanheses orleanistas disfarçados foram "invectiva mal equilibrada [que] contribuiu para a ruína dos [líderes girondinos] e a sua própria". Robespierre teve que ser defendido por Danton. Comentando sobre o controle que Robespierre assegurou na eleição da Convenção Nacional Francesa de 1792 de Paris na qual muitos candidatos foram desqualificados, Louvet disse "Quase sempre no momento em que o despotismo é derrubado, agitadores aparecem fomentando a anarquia para oprimir e tiranizar por sua vez".
Sua atitude corajosa no julgamento do rei, quando apoiou o apelo ao povo sobre a pena de morte direta, aumentou a hostilidade em relação ao seu partido. Não obstante, ele defendeu os girondinos até o último momento, exibindo uma coragem incriminadora. Após a crise de 31 de maio de 1793, quando François Hanriot e os sans-culottes tomaram a Convenção, ele se juntou à sua facção derrotada em sua fuga de Paris. Sua esposa Lodoiska, que havia cooperado ativamente em suas campanhas, também foi colocada em perigo pelos desenvolvimentos.

### Termidor e diretório
Após o início da Reação Termidoriana e a queda de Robespierre (27 de julho de 1794), ele foi chamado de volta à Convenção, quando foi instrumental para levar Jean-Baptiste Carrier e outros responsáveis pelos afogamentos de Nantes à justiça. Sua influência tornou-se considerável: foi eleito membro do Comitê da Constituição, presidente da Assembleia, e membro do Comitê de Salvação Pública, contra o poder excessivo com o qual em dias anteriores protestara.
Seu conflito com os montanheses não o havia tornado reacionário: atacou a Jeunesse dorée, e foi considerado por muitos como um pilar do jacobinismo. La Sentinelle reapareceu, sob seus auspícios, pregando união entre os republicanos. Sob o Diretório (1795) foi eleito membro do Conselho dos Quinhentos, do qual foi secretário, e também membro do Institut de France.
Enquanto isso, ele havia retornado ao seu comércio e estabelecido uma livraria no Palais Royal. Mas, apesar do fato de ter mais uma vez denunciado os jacobinos em La Sentinelle, ele havia passado a ser visto como um grande inimigo pela Jeunesse dorée. Sua loja foi atacada pelos jovens com gritos de À bas la Loupe, à bas la belle Ledoiska, à bas les gardes du corps de Louvet! ("Abaixo a Loba, abaixo a bela Ledoiska, abaixo os guarda-costas de Louvet!"); ele e sua esposa foram insultados nas ruas e nos teatros: À bas les Louvets et les Louvetants! ("Abaixo os Louvets e os Louvetants!" - uma referência aos seus guardas, baseada nos sentidos antiquados do verbo louveter), e ele foi forçado a deixar Paris. O Diretório o nomeou para o consulado em Palermo, no Reino de Nápoles, mas ele morreu antes de assumir seu posto.

## Memórias de Louvet
Em 1795 Louvet publicou uma porção de suas Memórias sob o título de Quelques notices pour l'histoire et le récit de mes perils depuis le 31 mai 1793. Elas foram principalmente escritas nos vários esconderijos em que Louvet se refugiou, e dão um retrato vívido dos sofrimentos dos girondinos exilados. Formam um documento importante para o estudo da psicologia da Revolução, pois dão uma visão dos próprios estados de espírito e escolhas políticas de Louvet. A primeira edição completa das Mémoires de Louvet de Couvray, editada com prefácio, notas e tabelas, por François Victor Alphonse Aulard, foi publicada em Paris em 1889.